# Krausenbacher Forst
Der Krausenbacher Forst ist eine aus zwei Gemarkungsteilen bestehende etwa 14,45 km² große, unbewohnte Gemarkung im Landkreis Aschaffenburg. Zum 1. Januar 2008 wurde das gemeindefreie Gebiet Krausenbacher Forst ohne Änderung der Grenzen der Gemarkung in die Gemeinde Dammbach eingegliedert. Einige kleine Exklaven der Gemeinde Heimbuchenthal bilden den Gemarkungsteil 1.

## Geographie
Der Krausenbacher Forst ist komplett bewaldet und liegt nordöstlich von Dammbach nahe dem namensgebenden Ortsteil Krausenbach. Die höchste Erhebung ist der Querberg mit 567 m ü. NHN; der tiefste Punkt der Gemarkung befindet sich mit 241 m ü. NHN am Dammbach in der Nähe des Unterschnorrhofs.

### Nachbargemarkungen
Folgende Gemarkungen grenzen an die unbewohnte Gemarkung Krausenbacher Forst:
| Heimbuchenthal |                                             | Rohrbrunner Forst |
|                | Kompassrose, die auf Nachbargemeinden zeigt | Altenbucher Forst |
| Wintersbach    | Krausenbach                                 |                   |